# 11151 Oodaigahara
11151 Oodaigahara è un asteroide della fascia principale. Scoperto nel 1997, presenta un'orbita caratterizzata da un semiasse maggiore pari a 2,6019387 UA e da un'eccentricità di 0,1209640, inclinata di 12,18491° rispetto all'eclittica.